# Heer Jansz. c.a.
Het  Afwateringsschap Heer Jansz. c.a  was een overkoepelend waterschap in de gemeente Wissenkerke op Noord-Beveland, in de Nederlandse provincie Zeeland.
Het waterschap was verantwoordelijk voor de afwatering van verschillende (op zich zelfstandige) polders, namelijk:
- de Camperlandpolder
- de Heer-Janszpolder
- de Anna-Frisopolder
- de Jacobapolder
- de Rippolder
- de Onrustpolder